# Bund Deutscher Mädel in der Hitler Jugend
1. WEITERLEITUNG Bund Deutscher Mädel in der Hitler-Jugend